# 김남식 (1965년)
김남식(金南植, 1965년 ~ )은 경상북도 상주시 출생으로 2000년 이전부터 인터넷에 문학방을 개설하고 꾸준한 문학 활동을 해온 시인이면서 수필가이다.

## 대표작
- 《율하와 놀자》
- 《침묵 속의 메아리》
- 《널 사랑하고도》
- 《현대시를 대표하는 특선시인선》